# Гоголевка (Бильмакский район)
Гоголевка (укр. Гоголівка) — село,
Новоукраинский сельский совет,
Бильмакский район,
Запорожская область,
Украина.
Код КОАТУУ — 2322785404. Население по переписи 2001 года составляло 431 человек.

## Географическое положение
Село Гоголевка находится на левом берегу реки Гайчур в месте впадения в неё реки Каменка,
выше по течению на расстоянии в 0,5 км и на противоположном берегу расположено село Новоукраинка,
ниже по течению реки Каменка примыкает село Веселоивановское.

## История
- 1970 год — дата основания как село Новоукраинка-І.
- В 1970 году переименовано в село Гоголевка.